# Bogislav IV av Pommern
Bogislav IV av Pommern, död 1309, var regerande hertig av Pommern mellan 1278 och 1309. 